# Оккупация (альбом)
«Оккупация» — магнитоальбом советской рок-группы «ДК», выпущенный в 1989 году самиздатом. Один из последних магнитоальбомов группы «ДК». Отличается наиболее тяжёлым звучанием, именуемым авторами «идеологическим хардкором».
Альбом был записан в 1989 году, однако в него вошли композиции из альбома «Колорадские жуки», записанные в 1985 году, а также некоторые композиции, записанные с вокалистом Евгением Морозовым незадолго до его ухода из группы. Основным вокалистом песен в альбоме является Сергей Жариков, игравший в группе на барабанах. Ему принадлежат тексты и музыка всех песен альбома, на саксофоне солирует Сергей Летов, на гитаре солирует Дмитрий Яншин. На фортепиано в записях 1985 года играет Владимир Колосов.
В 2001 году альбом был переиздан на CD в виде компиляции-двойника: на первом CD размещён альбом «Оккупация», на втором — «В гостях у ветерана».

## Список композиций
Слова и музыка всех песен — написаны Сергеем Жариковым (кроме трека №13 — музыка Э. Колмановского, слова К. Ваншенкинa в переработке С.Жарикова). Трек №7 является кавером на песню The Beatles - I Saw Her Standing There.
| №   | Название                                                       | Длительность |
| --- | -------------------------------------------------------------- | ------------ |
| 1.  | «Начало»                                                       | 0:28         |
| 2.  | «Песня огня»                                                   | 8:01         |
| 3.  | «Культя под березкой»                                          | 1:43         |
| 4.  | «Букеты этих роз»                                              | 5:53         |
| 5.  | «Малиновка»                                                    | 5:59         |
| 6.  | «Романс»                                                       | 3:14         |
| 7.  | «Соус "Paul Mummal"»                                           | 3:10         |
| 8.  | «Аисты»                                                        | 4:16         |
| 9.  | «Всем оставаться на своих местах»                              | 0:53         |
| 10. | «Оккупация»                                                    | 4:21         |
| 11. | «Сопротивление бесполезно»                                     | 3:34         |
| 12. | «Так закалялась сталь»                                         | 2:50         |
| 13. | «Я люблю тебя жизнь»                                           | 3:29         |
| 14. | «Крюня»                                                        | 5:06         |
| 15. | «Осознавая величайшую ответственность перед партией и народом» | 3:24         |

## Факты об альбоме
- На обложке магнитоальбома 1989 года присутствует трёхцветный флаг, вероятная отсылка к флагу царя Московского[2]. Так же «трёхцветный стяг» упоминается в композиции «Песня Огня».
- Композиция «Начало» изначально была записана как вступительная часть песни «Луч» (в разных переизданиях — «Солнце красное всходило»), которая должна была войти в данный альбом, но вошла в предыдущий альбом — «Цветочный король».
- В музыке альбома доминирует игра на гитаре Дмитрия Яншина[1].
- Песня «Аисты» существует в двух версиях — другая версия есть в альбоме «Цветочный король» и называется «Аисты чисто живьём». Исполняет песню в оригинале Виктор Клемешов (live, 1986 год, концерт в Измайлово), а на юбилейном концерте «ДК», посвящённом 20-летию группы[3], песню исполняет Игорь Белов.

## Участники записи альбома
- Сергей Жариков — вокал, ударные, музыка и тексты
- Дмитрий Яншин — гитара
- Сергей Летов — саксофон, кларнет
- Александр Белоносов — клавиши
- Виктор Клемешов — гитара, вокал (7,8)
- Олег Андреев — бас-гитара
- Евгений Морозов — вокал (6,9)
- В. Колосов — клавиши (11, 15)